# Charles Linglet
Charles Linglet (Montréal, 22 gennaio 1982) è un hockeista su ghiaccio canadese naturalizzato bielorusso.

## Palmarès

### Individuale
- AHL Second All-Star Team: 1

2009-2010
- AHL All-Star Classic: 1

2010